# Брико Монти (Асти)
Брико Монти је насеље у Италији у округу Асти, региону Пијемонт.
Према процени из 2011. у насељу је живело 29 становника. Насеље се налази на надморској висини од 182 м.